# Ядерные взрывы в Хибинах
Эксперимент «Днепр» — ряд ядерных взрывов проведённых в горах Хибинах Мурманской области. Большой объём и специфика работ обусловили участие в эксперименте широкого круга организаций. Координация и обеспечение, а также горнопроходческие и строительные работы по подготовке эксперимента и строительству рудника выполнены комбинатом «Апатит».

## Днепр-1
Целью эксперимента ставилось получение данных для разработки новой технологии разработки подземной рудных месторождений с применением ядерных взрывов для дробления участков рудных тел, оконтуренных обнаженными плоскостями, а также для оценки и расчетов механического, сейсмического и радиационного действий взрыва.
Взрыв мощностью 2,1 килотонны был произведен 4 сентября 1972 года.
На опытном руднике Куэльпорр (где происходил взрыв) при проведении эксперимента велась отработка и выемка отбитой ядерным зарядом руды, часть из которой была облучена.

## Днепр-2
Эксперимент Днепр-1 показал возможность применения подземных ядерных взрывов для дробления руды при подземной разработке рудных месторождений.
При этом полученных данных было недостаточно для проектирования технологии разработки на более крупных месторождениях, имеющих сходные горно-технические условия, так как не выявлены возможности дробления групповым взрывом одновременно больших объёмов горной массы, непрерывного ведения работ по добыче с постоянной производительностью предприятия и полностью не решены вопросы основных конструктивных элементов новой технологии для групповых взрывов.
Два одновременных взрыва по 1,7 кт каждый были проведены 27 августа 1984 года.
Выпуск руды производился скреперными лебедками 2ЛС-100 с производительностью 350 т/смену. Выпущено 352 тыс. т руды. Осложнений при выпуске руды не наблюдалось. Качество руды вполне удовлетворительное, что подтверждается расходом ВВ на вторичное дробление — 17,5 г/т. Этот расход ВВ в несколько раз ниже, чем при скважинной отбойке, где при скреперном выпуске он составил 139 г/т, а вибропитателями 62 г/т. Прессование руды и крупных зависаний не наблюдалось.

## Современное состояние
Опытный рудник Куэльпорр закрыт в 1991 году в связи с завершением эксперимента объект «Днепр». Всего здесь было отбито полтора миллиона тонн апатитовой руды, из которой 396 тысяч тонн, получивших облучение, были вывезены из-под земли в специальное хранилище. Перед этим провели полную изоляцию подземных выработок с помощью бетонных перемычек. Вход в штольню, из которой предварительно убрали оборудование, засыпали горной породой.
Основной проблемой, порожденной проведенными взрывами, было нарушение поверхности горы Куэльпорр и образование глубоких разломов и трещин. В результате внутрь горы начали активно проникать дождевые и талые воды. Такие воды достигали и того места, где было сосредоточено до 90 % техногенных радионуклидов, образовавшихся при взрывах. Вода, прошедшая через зону радиоактивного загрязнения, естественным образом стекала в нижнюю штольню, а через неё и наружу в месте выхода штольни на поверхность. Для контролируемого отвода загрязненной тритием воды из штольни вниз по склону горы Куэльпорр в русло реки Кунийок была сооружена дренажно-разбавительная система.
По данным обследования В. В. Касаткина и др., в 1999 г. объемная активность трития в рудничной воде на выходе из нижней штольни достигала величины 110 000 Бк/л, что существенно превышало уровень вмешательства 7700 Бк/кг, принятый для питьевой воды на тот период времени в Российской Федерации. Исследования, выполненные ФБУН НИИРГ им. П. В. Рамзаева в 2008, 2013 и 2019 гг., показали постепенное снижение объемной активности трития в воде со временем. В настоящий момент вода изливающаяся из горы Куэльпорр пригодна для питья без каких-либо ограничений.